# Dux (fuga)
De dux (uit het Latijn: leider) is de benaming voor de eerste inzet van het hoofdthema van een fuga. Deze eerste inzet wordt ook wel subject genoemd. De dux introduceert het melodisch materiaal van de hoofdstem, dat verder in de fuga uitgewerkt wordt. De dux is modulerend van tonica naar dominant. De dux wordt in de fuga (soms na een koppelmotief) gevolgd door de comes, de imitatie van het thema.
In het verloop van een fuga vinden diverse inzetgroepen van de diverse stemmen (dux en/of comes) plaats, waarbij de dux na in diverse toonsoorten te zijn opgetreden uiteindelijk terugkeert in de slotgroep, in hoofdtoonsoort van de fuga.